# 남극성

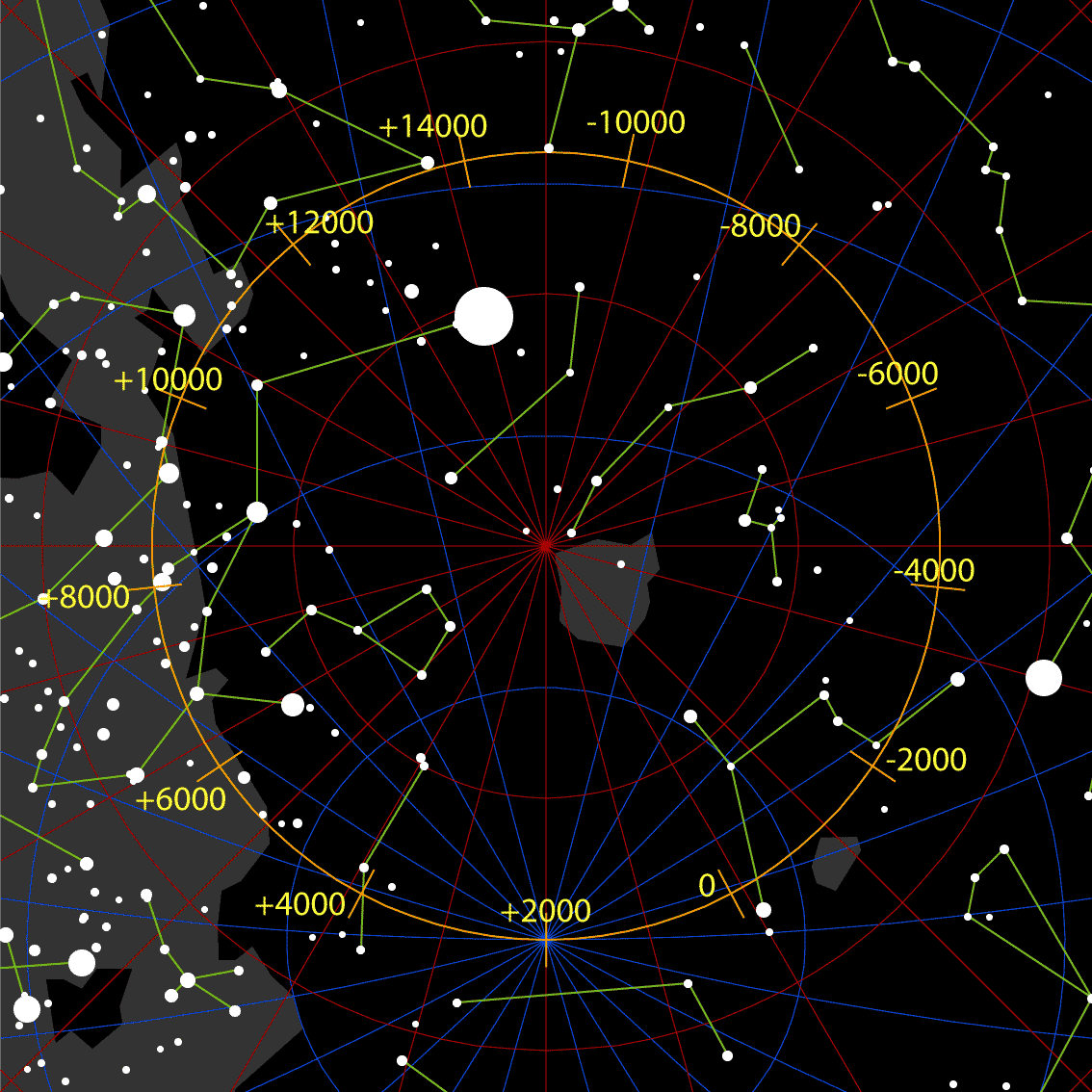
세차(歲差)운동에 의한 남극성의 변동

남극성(南極星)은 이론적으로 천구(天球)의 남극에 존재하는 항성이다. 북극성과 마찬가지로 지구의 세차 때문에 남극성이라고 불리는 별은 계속 바뀌게 된다. 현재 천구의 남극에 가장 가까운 항성인 팔분의자리 시그마별은 겉보기 등급이 +5.45여서 눈에 잘 띄지 않는다.
남극성 또한 북극성이나 남십자성처럼 항해에 사용되지만, 팔분의자리 시그마별은 +2등급으로 상대적으로 밝은 북극성보다 그 활용도가 현저히 떨어지며, 남쪽십자가자리가 남극을 가리키고 있기 때문에 팔분의자리 시그마별은 항해사들의 항로 파악 용도로 사용되지 않고 있다.
현재 천구 남극에 가까이 있는 밝은 별은 없으나, 지구의 세차 운동이 계속되고 있기 때문에 약 2만 6천년을 주기로 남극성이 순환된다. 미래에 천구 남극을 지나가리라고 예상되는 별은 다음과 같다.
| 추정년도        | 남극성인 별                 | 비고                                |
| --------------- | --------------------------- | ----------------------------------- |
| 기원전 2800년경 | 아케르나르                  | 카노푸스 다음으로 밝은 남쪽 별이다. |
| 기원전 150년경  | 물뱀자리 베타               |                                     |
| 현재            | 팔분의자리 시그마           | 5.46등급으로 간신히 눈에 보인다.    |
| 서기 4200년경   | 카멜레온자리 감마           |                                     |
| 서기 5800년경   | 용골자리 I, 용골자리 오메가 |                                     |
| 서기 8100년경   | 용골자리 요타               |                                     |
| 서기 9200년경   | 돛자리 델타                 |                                     |
| 서기 12000년경  | 카노푸스                    | 겉보기 등급 -0.7로 이 중 가장 밝다. |

## 같이 보기
- 북극성
- 천구
- 천구 북극
- 천구 적도
- 겉보기 등급